# 마스즈카촌
마스즈카촌(枡塚村)은 아이치현 헤키카이군에 설치되었던 촌이다. 현재의 도요타시 님부에 해당한다.